# Якуб Громада
Якуб Громада (словац. Jakub Hromada, нар. 25 травня 1996, Кошиці) — словацький футболіст, півзахисник румунського клубу «Рапід» (Бухарест).

## Клубна кар'єра
Народився 25 травня 1996 року в місті Кошиці. Розпочав займатись футболом на батьківщині у клубах «Єднота» (Кошиці) та «Земплін» (Михайлівці). Влітку 2012 року він підписав трирічний контракт з італійським «Ювентусом», де він виступав за молодіжні команди, а у другій половині сезону 2013/14 років на правах оренди грав за прімаверу «Дженоа».
У лютому 2015 року Громада перейшов в «Сампдорію», підписавши 3,5-річний контракт. Відразу після цього півзахисник був відданий в оренду на шість місяців в клуб «Про Верчеллі», втім і тут гравець виступав виключно в молодіжних командах..
12 серпня 2015 року словак на умовах оренди перейшов у «Сеницю», у складі якої 15 серпня 2015 року Громада дебютував на професійному рівні в матчі чемпіонату проти «Слована» (Братислава). Усього за клуб зіграв 25 матчів чемпіонаті, в яких забив п'ять м'ячів, а наступний сезон, також на правах оренди, провів у чеській «Вікторії» (Пльзень).
20 червня 2017 року Громада став гравцем празької «Славії» і в першому ж сезоні виграв з командою Кубок Чехії. Станом на 30 липня 2018 року відіграв за празьку команду 14 матчів в національному чемпіонаті.

## Виступи за збірні
2011 року дебютував у складі юнацької збірної Словаччини, взяв участь у 17 іграх на юнацькому рівні, відзначившись 3 забитими голами.
Протягом 2016—2018 років залучався до складу молодіжної збірної Словаччини. Був у складі команди, що кваліфікувалась на молодіжний чемпіонат Європи 2017 року у Польщі, втім у остаточну заявку на турнір не потрапив через травму і був замінений на Мірослава Качера. На молодіжному рівні зіграв у 6 офіційних матчах, забив 1 гол.
| Дата       | Місто           | Господарі  | Результат | Гості      | Турнір                  | Голи | Примітки  |
| ---------- | --------------- | ---------- | --------- | ---------- | ----------------------- | ---- | --------- |
| 30-3-2021  | Трнава          | Словаччина | 2 – 1     | Росія      | Відбір до ЧС 2022       | -    | 45+3' 61' |
| 6-6-2021   | Відень          | Австрія    | 0 – 0     | Словаччина | товариський матч        | -    | 63'       |
| 14-6-2021  | Санкт-Петербург | Польща     | 1 – 2     | Словаччина | ЧЄ 2020 - груповий етап | -    | 79'       |
| 23-6-2021  | Севілья         | Іспанія    | 5 – 0     | Словаччина | ЧЄ 2020 - груповий етап | -    | 46'       |
| 14-11-2021 | Мдіна           | Мальта     | 0 – 6     | Словаччина | Відбір до ЧС 2022       | -    | 70'       |
| Усього     |                 | Матчів     | 5         |            | Голів                   | 0    |           |

## Титули і досягнення
- Володар Кубка Чехії (4):

«Славія»: 2017-18, 2018-19, 2020-21, 2022-23
- Чемпіон Чехії (2):

«Славія» (Прага): 2018-19, 2020-21